# Российско-монакские отношения
Российско-монакские отношения — дипломатические отношения между Княжеством Монако и Российской Федерацией. 

## Описание

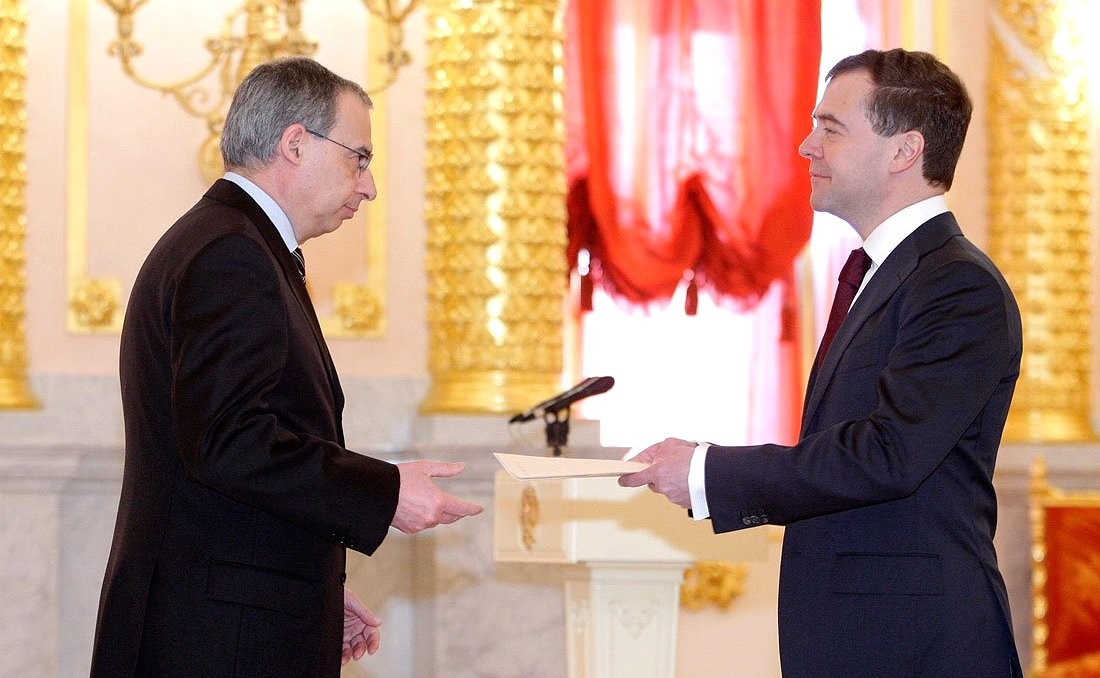
Президент России Дмитрий Медведев принимает верительную грамоту посла Монако Клода Жиордана, 5 февраля 2010 год

Первые отношения между Монако и Россией стали формироваться в XIX веке, когда при правлении князя Карла III (1856-1889 гг.) был подписан ряд двусторонних соглашений, в том числе о выдаче преступников и медицинской помощи. В период СССР и до 1993 года, когда Княжество Монако вступило в ООН, контакты осуществлялись через посольство России в Париже и посольство Франции в Москве. В 1996 году между Россией и Монако были установлены консульские отношения, 11 июля 1998 года — дипломатические.
Между странами регулярно совершаются взаимные визиты и контакты официальных лиц, развиваются политические связи, контакты между деловыми кругами, правоохранительными органами. Длительную историю имеет культурное сотрудничество. Первый официальный документ с момента установления дипломатических отношений между странами (Совместное заявление о сотрудничестве в области культуры) был подписан во время визита принца Альбера в Россию 9-11 июля 2001 года.
28 февраля 2022 года, вслед за Европейскими санкциями, Монако их так же ввело против России